# Stig "Lalle" Johansson

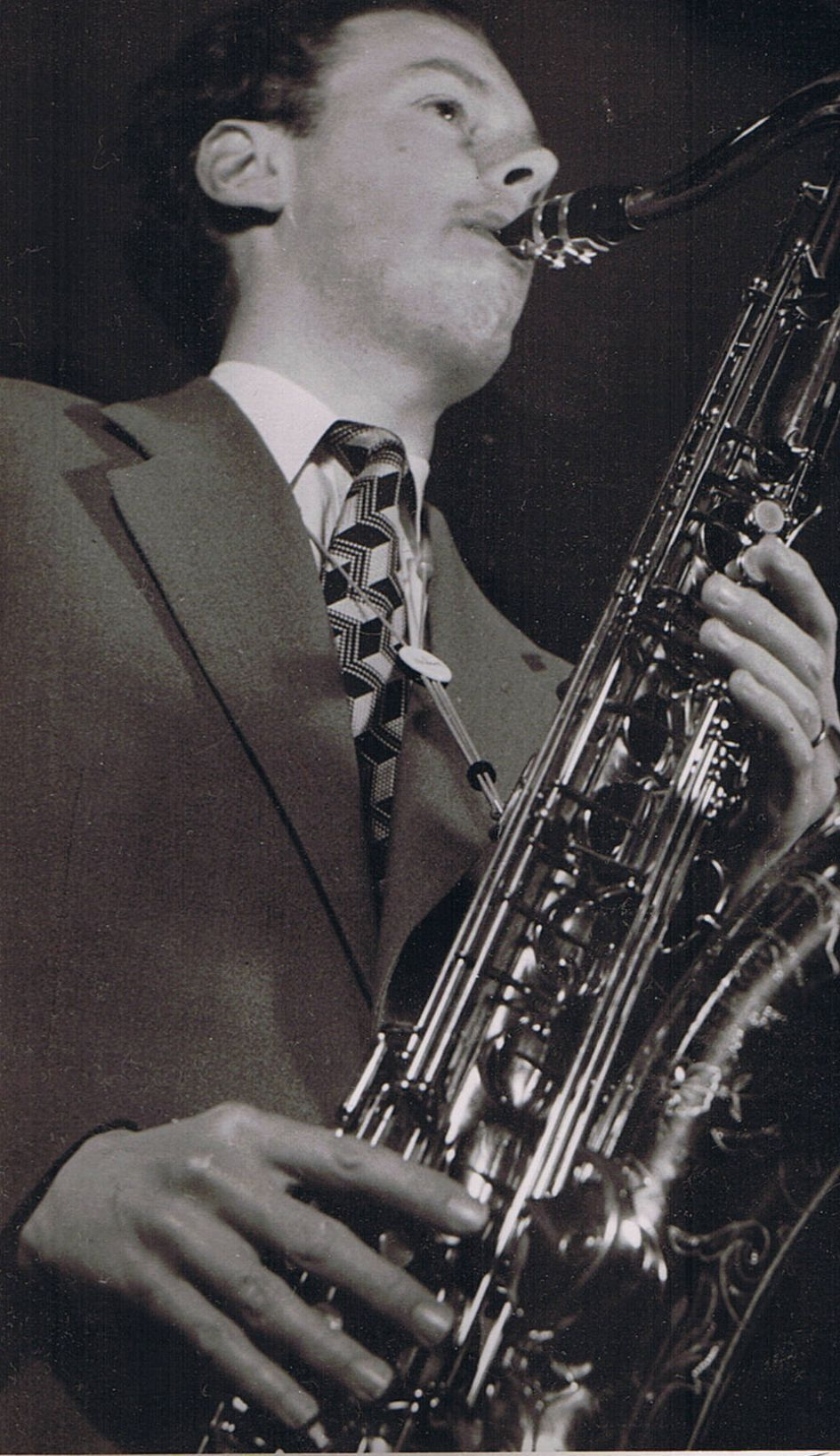
Stig "Lalle" Johansson

Stig "Lalle" Johansson, född den 21 december 1923 i Sundsvall, död den 26 maj 2005, var en svensk tenorsaxofonist, klarinettist, improvisatör och militärmusiker. 
Han började sin karriär 1940 i Tage Hanssons Ork med första spelningen på Stadt. Var även med den 18 oktober 1941 på första spelningen på Wivex i Sundsvall, där han i tolv år spelade med i husbandet. På Wivex spelade han med bland andra Roland Eiworth, Arne Domnérus , Charles Redland. Sommaren 1947 blev han engagerad av Sven Arefeldt på Wivex i Köpenhamn.
Johansson gjorde även ungefär 200 högvakter vid Stockholms slott. År 1977 gjorde han FN-tjänst som fältartist i Israel och Egypten; med i gruppen var Staffan Broms, Titti Sjöblom, Thérèse Juel, Ove Lind, Mark Olsson, Jan-Olov Oscarsson, Ralf Dahlgren och Sven Hjelm. På 1980-talet var han verksam i Visby Storband med bland andra Ernie Englund.